# Friedhof Handschuhsheim

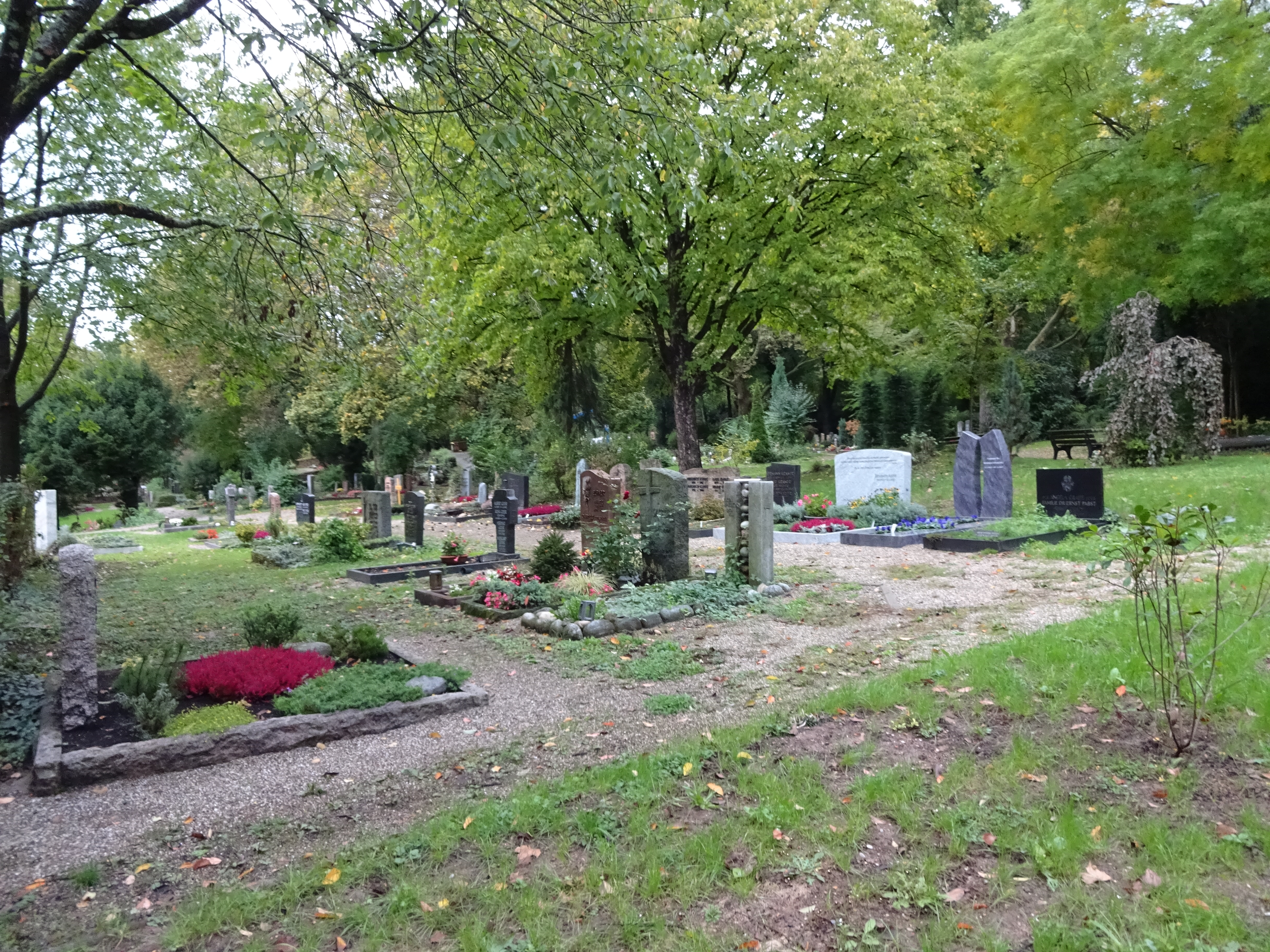
Gräberfeld

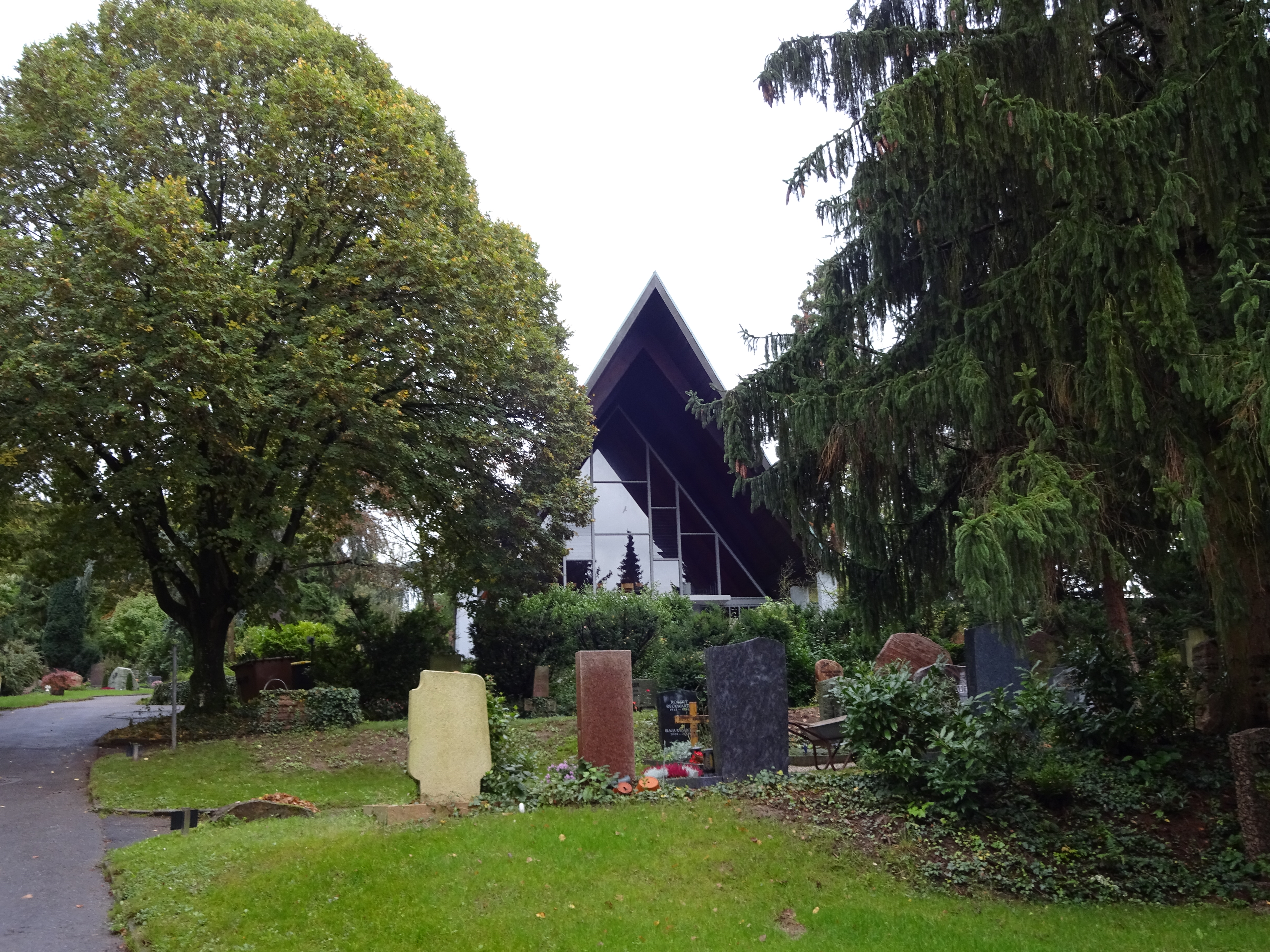
Kapelle

Der Friedhof Handschuhsheim ist mit 6,5 ha der zweitgrößte der 17 Friedhöfe der Stadt Heidelberg. Er wurde am 26. März 1843 als erster kommunaler Friedhof der bis 1903 eigenständigen Gemeinde Handschuhsheim eingeweiht.

## Geschichte
Das ursprüngliche Begräbnis der Handschuhsheimer war im Kirchhof um die Vituskirche, der zwischen Reformierten und Katholiken aufgeteilt war. Als die Bevölkerungszahl im heute größten Heidelberger Stadtteil im 19. Jahrhundert rasant anstieg, reichte der alte Kirchhof nicht mehr aus. Bereits 1812 gab es Klagen darüber, dass die Grabstellen zu schnell wieder belegt würden. Für einen neuen Begräbnisplatz konnte man sich längere Zeit auf keinen Platz einigen, so dass es noch Jahrzehnte beim alten Friedhof blieb. Die Mannheimer Gräfin Spencer erwarb von der katholischen Gemeinde das Recht auf Bestattung auf dem alten Friedhof, auch wenn jener bei ihrem Tod nicht mehr genutzt werden würde. Doch als sie 1840 starb, war der alte Friedhof immer noch in Gebrauch.
In Fronarbeit wurde schließlich 1842 an der Neugasse ein neuer Friedhof angelegt. Die geplante Einweihung am 19. März 1843 verzögerte sich um eine Woche, da Unbekannte ein von der katholischen Gemeinde aufgestelltes Steinkreuz zerstört hatten. Wegen des Steinkreuzes gab es auch in der Folgezeit noch Streit, da sich die mehrheitlich calvinistisch geprägte Bevölkerung dagegen ausgesprochen hatte. 1851 ließ Pfarrer Mühling (1795–1859) seine Mutter Agathe Mühling geb. Hauck an der Stelle des ersten Steinkreuzes beisetzen und stiftete ein neues Kreuz.
Bei den Planungen zur ersten Erweiterung 1869 kam es zum Konflikt zwischen Pfarrer August Eberlin, der eine Erweiterung nach Norden in den ebenen Dallgarten favorisierte, und dem Gemeinderat, der sich mit seinem Wunsch nach einer Erweiterung zum ansteigenden Gelände nach Osten hin durchsetzte. Pfarrer Eberlin betrat den 1872 fertig gestellten oberen Friedhof nie, sondern schloss die Begräbnisrituale am Steinkreuz ab und ließ die Särge dann ohne ihn zu Grabe tragen.
Nach dem Ersten Weltkrieg gab es Pläne, den Friedhof nicht weiter zu nutzen, da man in Neuenheim neben einem bereits bestehenden Soldatenfriedhof einen Zentralfriedhof für Handschuhsheim und Neuenheim anlegen wollte. Die Pläne wurden nicht verwirklicht, so dass der Friedhof weiter genutzt und erweitert wurde. 1931 erfolgte eine notdürftige kleine Erweiterung des Friedhofs, da man über eine größere Erweiterung noch uneins war.
1932 wurde eine erste Leichenhalle errichtet, die 1934 eine Freiorgel der Firma Eberhard Friedrich Walcker (Opus 2460) erhielt. Die Orgelpfeifen waren außen angebracht, der Spieltisch befand sich im Inneren in der Sakristei. 1949 erhielt das Leichenhaus einen Glockenturm, in dem eine Glocke von 1784 aus der ehemaligen lutherischen Kirche (Obere Kirchgasse 20) aufgehängt wurde.
Von 1948 bis 1962 wurde der Friedhof insgesamt vier Mal erweitert, um den starken Bevölkerungswachstum Rechnung zu tragen. Außerdem wurde der alte Friedhof in Neuenheim geschlossen und die Einwohner dieses angrenzenden Heidelberger Stadtteils bekamen ihr Begräbnis nun auch in Handschuhsheim.
Im Dezember 1965 wurde eine neue Friedhofskapelle mit Trauerhalle ohne besondere Weihefeier in Betrieb genommen. Die Kapelle ersetzte die alte Leichenhalle. Die Freiorgel und die alte Glocke wurden nicht mehr angebracht. Stattdessen erhielt die neue Kapelle 1978 eine elektronische Orgel.
1980 wurde der Friedhof letztmals erweitert, nach Norden bis zum Steinbergweg. Mit dem bald stagnierenden Bevölkerungswachstum und dem Trend hin zu Urnenbestattungen war damit die bis heute ausreichende Friedhofsfläche erreicht.
Da der Platz am jüdischen Teil des Bergfriedhofs knapp wurde, wurde ein 4000 Quadratmeter großes Gelände am Handschuhsheimer Friedhof als neuer jüdischer Friedhof angelegt und im September 2016 geweiht.

## Auf dem Friedhof Handschuhsheim bestattete bekannte Personen

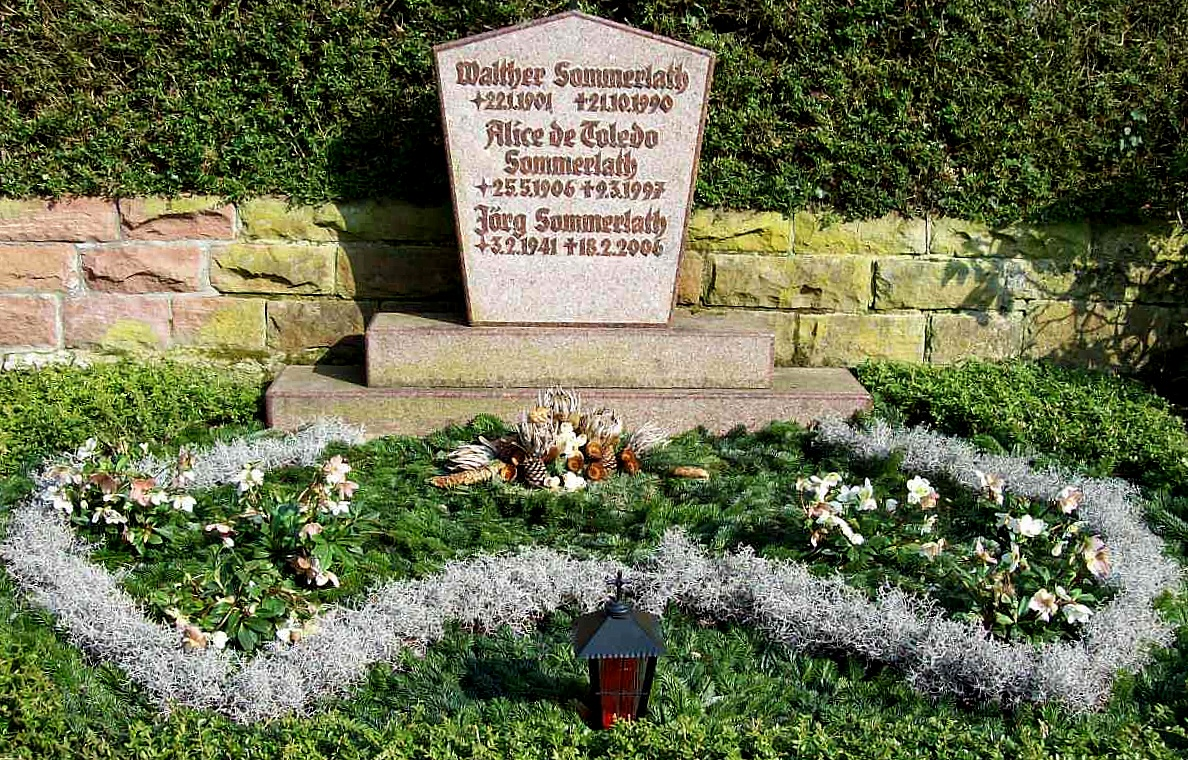
Grabmal der Eltern der schwedischen Königin Silvia

Im Friedhof sind nur wenige historische Grabmale aus dem 19. Jahrhundert erhalten. Zu nennen sind die Grabmäler von Carl Uhde (1792–1856) und John Benjamin Graham (1813–1876), außerdem das Grabmal der Wilhelmine von Krusenstern († 1851), einer Schwester des Dichters August von Kotzebue.

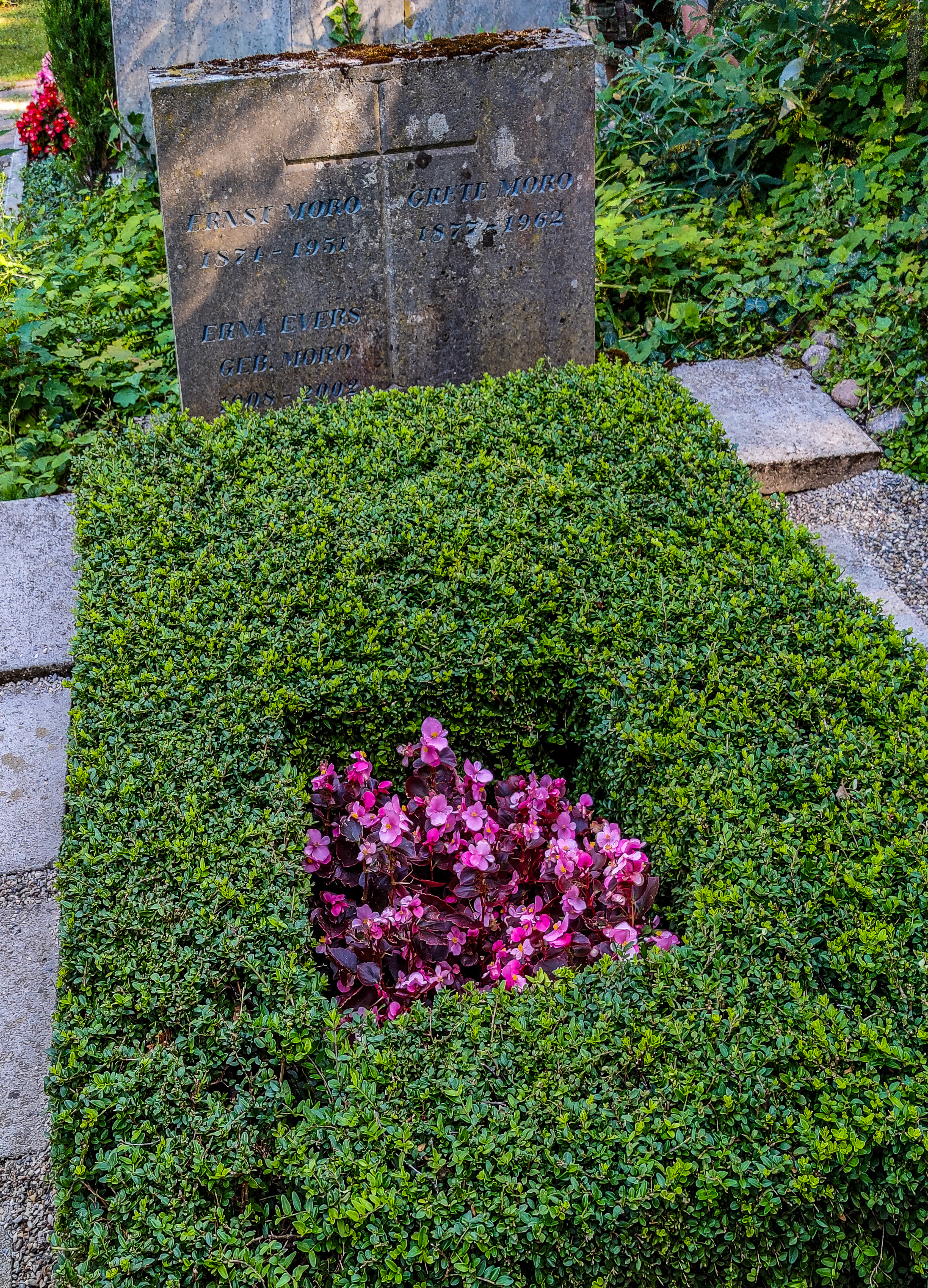
Grabstätte des Heidelberger Kinderarztes Ernst Moro, seiner Frau Greta und seiner Tochter Erna

Zu den bekannten, in der zweiten Hälfte des 20. und im 21. Jahrhundert in Handschuhsheim bestatteten Personen zählen:
- Walther Bothe (1891–1957), Physiker, Nobelpreisträger (Physik) (Abt. E, Grab 451-452)
- Karin Bruns (1918–1997), Graphikerin, Zeichnerin und Bühnenausstatterin (Abt. B, Grab 132)
- Rüdiger Bubner (1941–2007), Philosoph
- Hans von Eckardt (1890–1957), Politikwissenschaftler
- Walther Eisinger (1928–2014), Theologe, Universitätsprediger (Abt. H, Grab 487-488)
- Eugen Fehrle (1880–1957), deutscher Volkskundler und Hochschullehrer
- Lili Fehrle-Burger (1907–1991), Kunsthistorikerin (Abt. E, Grab 388-389)
- Wolfgang Fortner (1907–1987), Komponist und Dirigent
- Fritz Frey (1881–1962), Lehrer und Heimatkundler
- Herbert Haag (1908–1977), Landeskirchenmusikdirektor
- Gert Haller (1944–2010), Ökonom, Manager, Staatssekretär im Bundeskanzleramt
- Erich Hübner (1917–1985), Kirchenmusiker
- Else Jaffé (1874–1973), Sozialwissenschaftlerin (Grab A152)
- Walter Jellinek (1885–1955), Rechtsgelehrter (Abt. C, Grab 236-237)
- Hermann Maas (1877–1970), Theologe, Ehrenbürger von Heidelberg
- Ernst Moro (1874–1951), Kinderarzt, Leiter der Kinderklinik in Heidelberg (Abt. E)
- Annemarie Jeanette Neubecker (1908–2001), Klassische Philologin (Abt. K, Grab 302)
- Werner Rauh (1913–2000), Botaniker, Professor an der Universität Heidelberg (Abt. K, Grab 593)
- Christiane Schmidtmer (1939–2003), Hollywood-Schauspielerin und Model
- Walther Sommerlath (1901–1990) und Alice de Toledo Sommerlath (1906–1997), Eltern von Silvia von Schweden
- Rolf Wagenführ (1905–1975), Statistiker, 1. Generalsekretär des Statistischen Amtes der EG
- Viktor von Weizsäcker (1886–1957), Mediziner und Erforscher der Psychosomatik (Abt. E, Grab 449-450)
- Georg Wittig (1897–1987), Chemiker, Nobelpreisträger (Chemie) (Abt. B, Grab 158)